# Diccionari General de la Llengua Catalana

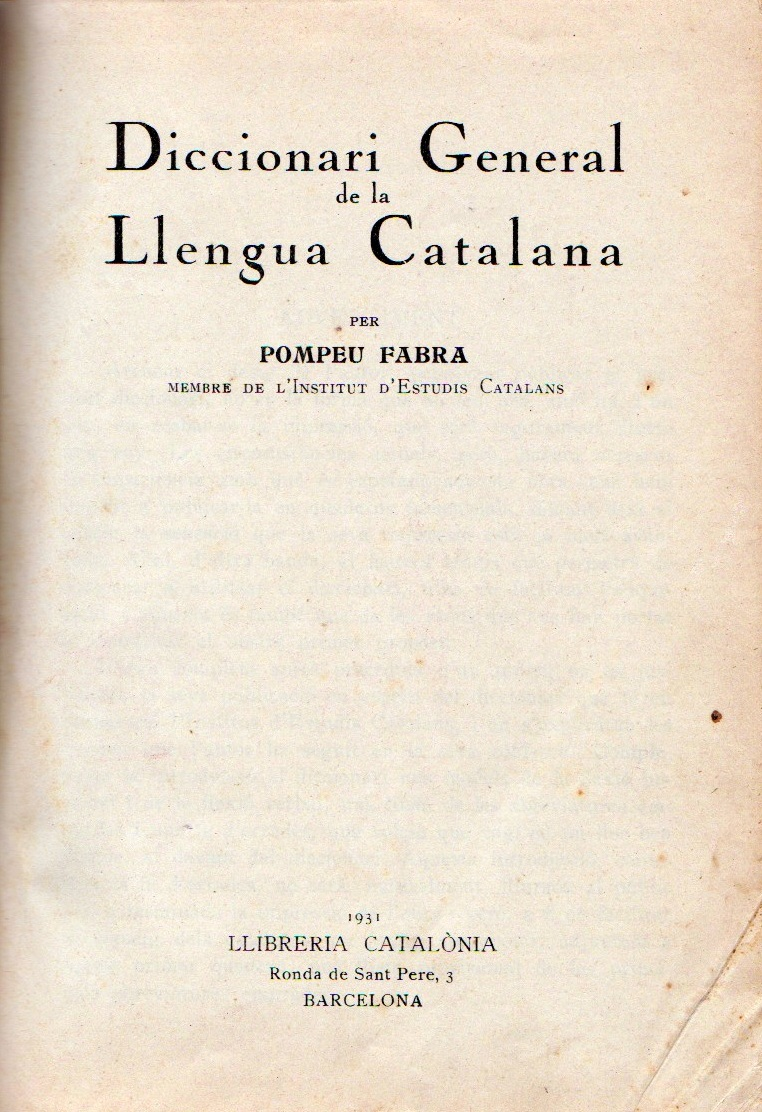
Diccionari General de la Llengua Catalana, Titelblatt von 1931

Das Diccionari General de la Llengua Catalana (DGLC) (deutsch: „Allgemeines Wörterbuch der Katalanischen Sprache“) von Pompeu Fabra ist ein katalanisches Wörterbuch, das zwischen 1931 und 1932 veröffentlicht wurde, zunächst in Bänden und dann als Gesamtwerk. Bis zur Erstauflage des Diccionari de la Llengua Catalana des IEC im Jahr 1995 war es das Standardwörterbuch der katalanischen Sprache.

## Geschichte
Das Institut d’Estudis Catalans (IEC) beauftragte eine kleine von Fabra i Poch geleitete Gruppe mit der Erstellung eines lexikografischen Nachschlagewerks. Neben weiteren Werken zur Standardisierung der katalanischen Sprache hatte Fabra ein Diccionari Ortogràfic (1917) unter Berücksichtigung der Normen des IEC veröffentlicht.
Während der Diktatur von Primo de Rivera (1923–30) arbeitete Fabra sechs Jahre an diesem Werk. Mit Signatur von 1931 war es zunächst nur in aufeinanderfolgenden Einzelbänden verfügbar, bevor es ab dem 30. November 1932 in der Buchhandlung Llibreria Catalònia als Gesamtwerk erhältlich war. Der verantwortliche Herausgeber war Antoni López Llausàs.
Im Zuge der Unterdrückung des Katalanischen wurden die Originalausgaben des Wörterbuches sowie weitere Exemplare am 4. Februar 1939 durch das faschistische Militär unter General Franco vernichtet.
Die zweite Auflage wurde erst 1954 (nach dem Tod Fabras), jedoch in zensierter Form, herausgegeben. Bis 1994 erschienen 32 Auflagen.

## Beschreibung
Im Rahmen Fabras streng wissenschaftlicher Vorgehensweise lehnte er die Aufnahme von lokal begrenzten Regionalismen und Archaismen ab. Dies brachte ihm Anerkennung seiner Zeitgenossen ein.

Im Vorwort zur ersten Auflage schreibt Fabra:
Zur Erarbeitung des Wörterbuches wurde eine Vielzahl an katalanischen und anderssprachigen Wörterbüchern (das Diccionario de la Real Academia Española, das Wörterbuch von Hatzfeld und Darmesteter und das Webster), die bis dahin veröffentlichten Nachschlagewerke (Diccionari Aguiló, Butlletí de Dialectologia Catalana, etc.) sowie die unveröffentlichten Werke der Oficines Lexicogràfiques (entstanden unter Mitarbeit von M. de Montoliu, Carles Riba, Pius Font i Quer und Miquel de Garganta i Fàbrega) herangezogen. Zudem wurden Sachkundige und die Secció Filològica bei den nicht seltenen Zweifelsfällen bezüglich der eigentlichen Bedeutung oder Definition eines Wortes zu Rate gezogen. Mit ihrer Hilfe wurden ungenaue Definitionen vermieden.
Durch das DGLC (im katalanischen Sprachraum auch „Fabra“ genannt) wurden die Orthografie vereinheitlicht, die Lexik und die Grammatik standardisiert sowie Neologismen eingeführt.